# Echoes (Matt Bianco)
Echoes è il nono album registrato in studio dal gruppo musicale britannico dei Matt Bianco, pubblicato nel 2002.
Tra i brani del progetto spiccano Fire, traccia che rievoca lo stile degli Earth, Wind & Fire, la ballata romantica Echoes e Never Give Up, cantata dalla corista del gruppo, Hazel Sim Jayne.

## Tracce
1. Fire
2. Summer Samba (Samba de Verão)
3. Sumba
4. Home
5. All in a Day
6. Echoes
7. Something About Your Love
8. Love Like That
9. Never Give Up
10. Out of My Mind
11. Fire (Meltdown Mix)